# فلم زابرودر

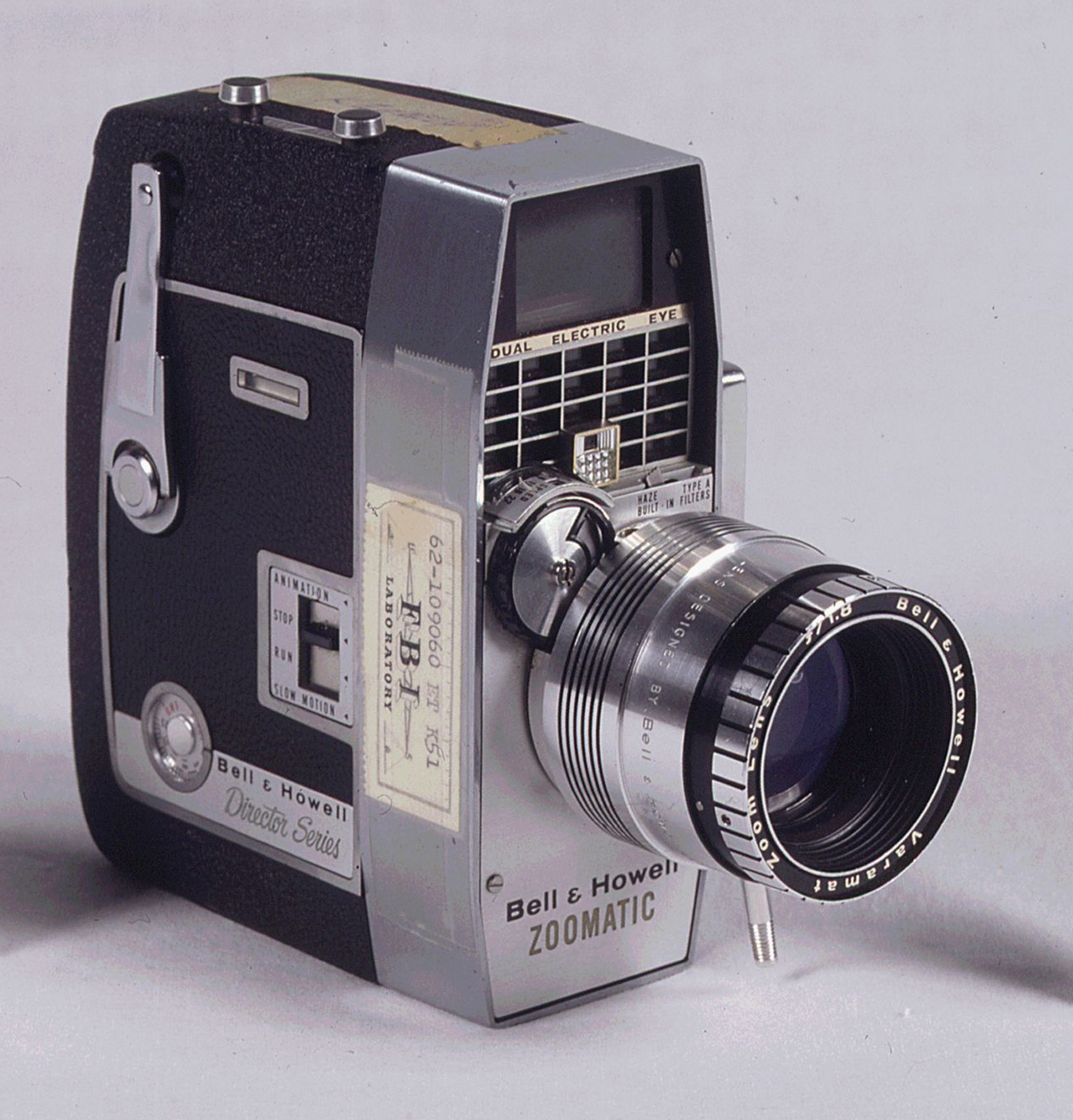
كاميرا بيل وهويل زووماتيك فيلم يستخدمها أبراهام زابرودر لتصوير لقطات من الموكب ، والتي أصبحت فيما بعد تعرف باسم فيلم زابرودر. الكاميرا محفوظة ضمن مجموعة المحفوظات الوطنية الأمريكية.

فيلم زابرودر (بالإنجليزية: Zapruder film) عبارة عن تسلسل صامت للصور المتحركة الملونة مقاس 8 مم تم تصويره بواسطة أبراهام زابرودر بكاميرا فيلم بيل وهويل المنزلية ، بينما مر موكب الرئيس الأمريكي جون إف كينيدي عبر منطقة ديلي بلازا في دالاس ، تكساس في 22 نوفمبر 1963. بشكل غير متوقع ، انتهى به الأمر بأسر من اغتيال الرئيس.
على الرغم من أنه ليس الفيلم الوحيد للتصوير ، فقد تم وصف فيلم زابرودر بأنه الأكثر اكتمالا ، مما يعطي رؤية واضحة نسبيًا من موقع مرتفع إلى حد ما على الجانب الذي يظهر منه جرح الرئيس القاتل. كان جزءًا مهمًا من جلسات الاستماع لجنة وارين وجميع التحقيقات اللاحقة في الاغتيال ، وهو أحد أكثر أجزاء الفيلم دراسة في التاريخ. من أكثر الأمور شهرة هو التقاط الفيلم للضربة القاتلة على رأس الرئيس كينيدي عندما كانت سيارة الليموزين الرئاسية تقريبًا أمام موقع زابرودر وتحته قليلاً.

## روابط خارجية
- تاريخ فيلم زابرودر نسخة محفوظة 23 مارس 2021 على موقع واي باك مشين.
- The Zapruder Camera Bell & Howell 414PD Director Series - Overview and User's Manual.
- Zapruder Film of Kennedy Assassination  في قاعدة بيانات الأفلام على الإنترنت (بالإنجليزية)